# 필링 미네소타
《필링 미네소타》(영어: Feeling Minnesota)는 미국에서 제작된 스티븐 베이글먼 감독의 1996년 범죄 코미디 영화이다. 키아누 리브스, 빈센트 도노프리오, 캐머런 디애즈 등이 출연하였고, 대니 드비토 등이 제작에 참여하였다.

## 줄거리
전직 스트리퍼 프레디는 나이트클럽 주인 레드에게 진 빚을 갚기 위해 반강제로 샘과 결혼하게 된다. 하지만 프레디는 식장에서 하필 샘의 동생 잭스를 만나자마자 서로 첫눈에 반해 사랑의 도피를 하고 만다. 

## 출연진
- 키아누 리브스 - 잭스 클레이턴 역
- 빈센트 도노프리오 - 샘 클레이턴 역
- 캐머런 디애즈 - 프레디 클레이턴 역
- 델로이 린도 - 레드 역
- 댄 애크로이드 - 벤 커스티키언 형사 역
- 코트니 러브 - 론다 역
- 튜즈데이 웰드 - 노라 클레이턴 역
- 마이클 리스폴리 - 모텔 관리자 역
- 존 캐럴 린치 - 경찰관 역
- 맥스 펄리치 - 접수 직원 역

## 기타 제작진
- 공동 제작: 에릭 매클라우드
- 배역: 크리스 스미스
- 미술: 나오미 쇼핸
- 의상: 유지니 바팔루코스
- 시각 효과 조정: 캐린 랙트먼

## 우리말 녹음
MBC 성우진 (1999년 2월 6일)
- 안지환 - 잭스 (키아누 리브스)
- 최덕희 - 프레디 (캐머런 디애즈)
- 권혁수 - 샘 (빈센트 도노프리오)
- 황일청
- 신성호
- 황윤걸
- 안장혁
- 최원형
- 박조호
- 변종필
- 엄현정
- 윤성혜
- 이철용
- 정남
- 박선영
- 송준석
- 한수림